# Rollo de los Himnos
El Rollo de los Himnos o los Hodayot es un documento escrito en hebreo que contiene diversos himnos que utilizaban los miembros de la secta de Qumrán. El nombre הודיות (hodayot, acción de gracias) se debe a la repetición constante de la frase: “Te doy gracias, Señor”. En inglés se conoce también como “Thanksgiving hymns”. Sus múltiples copias atestiguan que era muy importante para la secta.

## Transmisión del texto
El texto se conserva en varios rollos y fragmentos de pergamino (1QHa, 1QHb, 4Q427-4Q432) que fueron hallados en las grutas de Qumran en la década de 1940. 

## Fecha de composición
El texto es anterior al s. I a. C., puesto que los manuscritos más antiguos que lo contienen datan de inicios del s. I a. C.

## Autor
Inicialmente hubo estudiosos que atribuyeron su autoría al Maestro de Justicia de la secta de Qumran, pero, puesto que no hay ninguna evidencia de ellos y no hay uniformidad ortográfica en la escritura, hoy en día se tiende a pensar más que se trata de una colección de himnos de diversa procedencia con finalidades litúrgicas. Sin embargo, está claro que hay una mano que edita al final este material, puesto que se nota cierta unidad temática y una sucesión ordenada de himnos que van desde la lamentación hacia la exaltación. 
Al final del documento se encuentra un himno en el que el autor dice de sí mismo que es más grande que los ángeles, por lo que se conoce a este como Himno de autoglorificación (Self-Glorification Hymn”).

## Contenido
Hay una serie de himnos de acción de gracias (conocidos como 'himnos del maestro') (1QH 10, 5 – 17, 36), que está enmarcada entre dos secciones de cánticos de confesión (o 'himnos de la comunidad').
En estos himnos se menciona mucho a los ángeles como parte activa en la alabanza de Dios. El mismo salmista dice de encontrarse entre los ángeles e incluso, a veces, ser superior a ellos.
La antropología es muy negativa: el hombre es básicamente impuro y débil, hecho de polvo, “y un espíritu pervertido lo gobierna (1QH 5,32).
Sin embargo, el autor considera que Dios lo ha sacado de esta bajeza: “Te doy gracias, Señor, porque (…)me has elevado a una altura eterna (1QH 11,20).